# 鐵路運輸

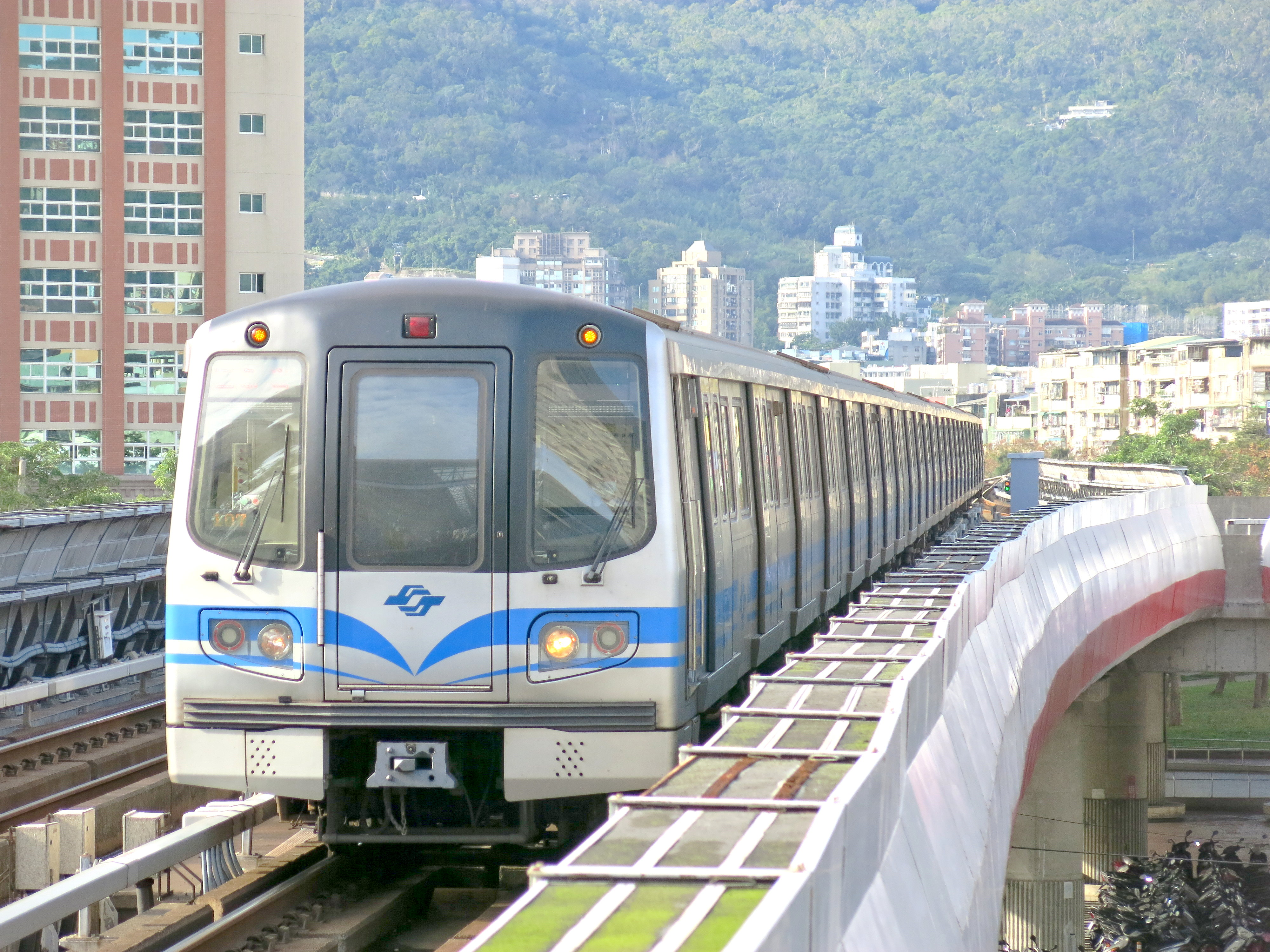
台北捷運

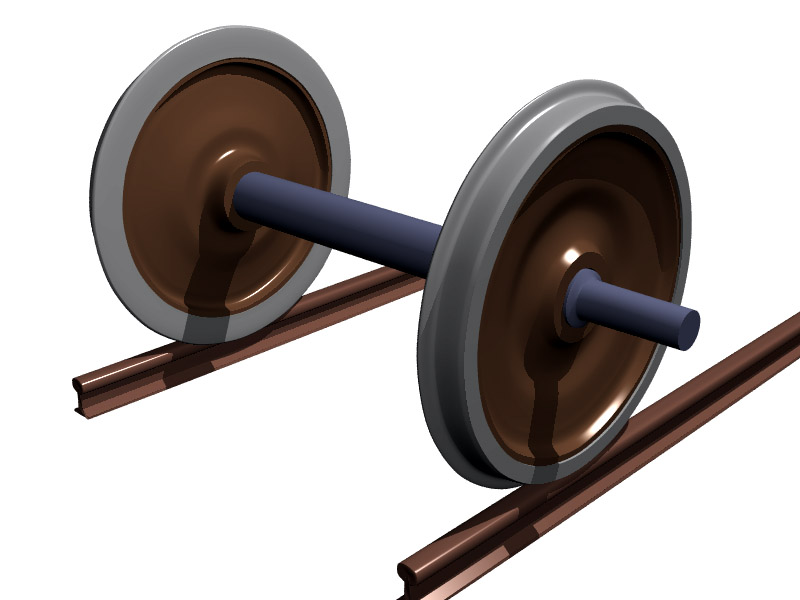
铁路车辆标准轮轴与铁轨

鐵路運輸（英語：Rail transport），通稱軌道運輸。定義範圍並不侷限於「鐵」字，狭义上通常是指一種以具有轮对的车辆沿铁路轨道运行，以达到运送旅客或货物目的的陸上運輸方式。美国的铁路里程总长度为25万公里而為世界第一。

## 概要
鐵路運輸是最便捷的陸上交通方式之一。鐵軌能提供極光滑及堅硬的媒介，讓列車的車輪在上面以最小的摩擦力滾動。相比汽车乘客會感到更舒適，而且節省能量。如果配置得當，鐵路運輸可以比路面運輸運載同一重量物時節省五至七成能量。而且，鐵軌能平均分散列車的重量，令列車的載重力大大提高，而且安全舒適，而且列車長僅需控制列車速度。平均每億客公里的死亡率是公路交通事故死亡人數的幾十分之一到幾百分之一，為最安全及高效率的交通運輸方式之一。

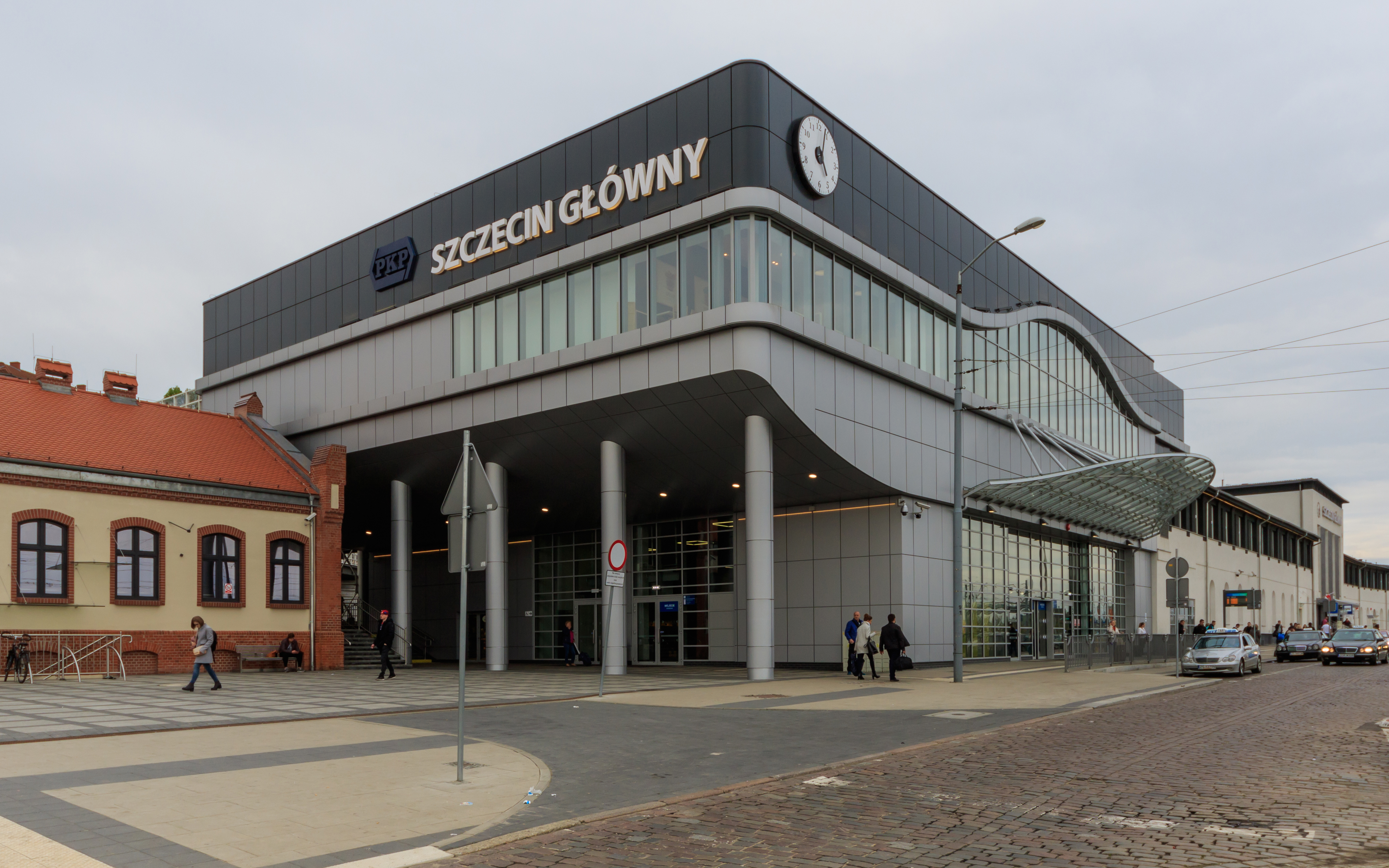
什切青─中央火车站，波蘭

## 歷史
希臘是第一個擁有路軌運輸的國家。至少二千年前已有馬拉的車沿著軌道運行。
1804年，理查·特里維西克在英國威爾斯發明了第一台能在鐵軌上前進的蒸汽機車，但在商業表現上並不成功。
1829年，喬治·史蒂芬生所建造的「火箭號」是第一台取得商業成功的蒸汽機車。
1820年代後期，英格蘭的斯托克頓和達靈頓鐵路成為第一條成功的蒸汽火車鐵路。後來的利物浦和曼徹斯特鐵路更顯示了鐵路的巨大發展潛力。很快鐵路便在英國和世界各地發展起來，且成為世界交通的領導者近一個世紀，直至飛機和汽車發明才減低了鐵路的重要性。
高架電纜在1888年發明後，首條使用接触网供电的電氣化鐵路在1892年啟用。
第二次世界大战後，以柴油和電力驅動的列車逐漸取代蒸汽推動的列車。1960年代起，多個國家均建置高速鐵路。而貨運鐵路亦連接至港口，並與船運合作，以貨櫃運送大量貨物以大大減低成本。
目前在全球236個國家和地區之中，有144個設有鐵路運輸（包括全世界最小的國家梵蒂冈在內），其中約90個國家和地區提供客運鐵路服務。鐵路依然是世界上載客量最高的交通工具，擁有無法被取代的地位。

## 外部連結
- UIC （页面存档备份，存于）（國際鐵道聯盟），制定鐵道相關的國際標準